# Manifiesto del Partido Comunista
El Manifiesto del Partido Comunista (Manifest der Kommunistischen Partei, por su título en alemán), muchas veces llamado simplemente el Manifiesto Comunista, es un texto temprano de Karl Marx y Friedrich Engels redactado a modo de manifiesto entre 1847 y 1848, cuando comenzaron las revoluciones de 1848, por encargo de la Liga de los Comunistas y publicado por primera vez en Londres el 21 de febrero de 1848 como un folleto de 23 páginas que reconoce a los comunistas como una fuerza política en Europa y expone sus conceptos, fines y tendencias.
En él se reflejan ya las bases previas del marxismo, incluyendo la concepción materialista de la historia, la lucha de clases y los conflictos del modo de producción capitalista. Sin embargo, es todavía previo al desarrollo de la economía marxista, así como a acontecimientos históricos que dejarían obsoletos algunos aspectos del manifiesto, según los propios Marx y Engels, los cuales trataron en varios prefacios posteriores. En el último párrafo del manifiesto, los autores piden un derrocamiento por la fuerza de todas las condiciones sociales existentes, lo que sirvió como un llamado a las revoluciones comunistas en todo el mundo. En 1883, Engels describió la tesis central del manifiesto en la edición alemana de la siguiente forma:

[...] en cada época histórica el modo predominante de producción económica y de cambio y la organización social que de él se deriva necesariamente, forman la base sobre la cual se levanta, y la única que explica, la historia política e intelectual de dicha época; que, por tanto (después de la disolución de la sociedad gentilicia primitiva con su propiedad comunal de la tierra), toda la historia de la humanidad ha sido una historia de lucha de clases, de lucha entre explotadores y explotados, entre clases dominantes y clases oprimidas; que la historia de esas luchas de clases es una serie de evoluciones, que ha alcanzado en el presente un grado tal de desarrollo en que la clase explotada y oprimida —el proletariado— no puede ya emanciparse del yugo de la clase explotadora y dominante —la burguesía— sin emancipar al mismo tiempo, y para siempre, a toda la sociedad de toda explotación, opresión, división en clases y lucha de clases.
Friedrich Engels.

El manifiesto tuvo innumerables reediciones y traducciones después de su publicación y fue reconocido más tarde como uno de los documentos políticos más influyentes del mundo. En 2013, la UNESCO registró el primer tomo de El capital junto con el Manifiesto comunista en el Programa Memoria del Mundo.

## Sinopsis
El Manifiesto del Partido Comunista se divide en un preámbulo y cuatro capítulos: «I. Burgueses y proletarios», «II. Proletarios y comunistas», «III. Literatura socialista y comunista» y «IV. Actitud de los comunistas ante los otros partidos de la oposición». La mayoría de ediciones modernas van acompañadas de varios prefacios escritos por Marx y Engels para diversas ediciones publicadas entre 1872 y 1893. En estos los autores analizan los eventos sucedidos de la época, prefiriendo conservar la redacción original como un documento histórico cuyos principios han quedado a trozos anticuado, ya que su aplicación dependerá de las circunstancias históricas existentes, pero substancialmente exactos en líneas generales.

### Capítulo I: Burgueses y proletarios
Ein Gespenst geht um in Europa – das Gespenst des Kommunismus.
"Un fantasma recorre Europa: el fantasma del comunismo".

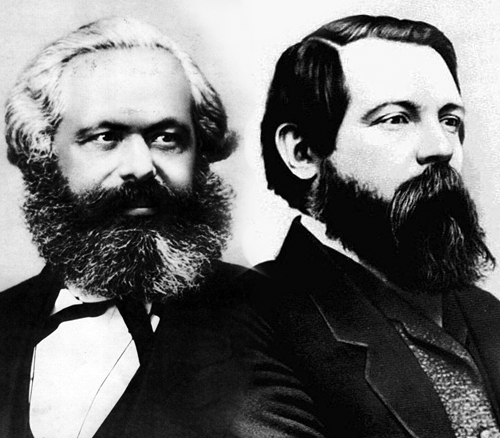
Karl Marx y Friedrich Engels.

Con esta famosa frase empieza el preámbulo del manifiesto, reconociendo a los comunistas como una fuerza reunida en Europa que se opone a la leyenda del fantasma con un manifiesto del partido que expongan sus conceptos, fines y tendencias.

“La historia de toda la sociedad hasta ahora existente es la historia de lucha de clases”

 El texto empieza desarrollando la concepción materialista de que la historia de la sociedad humana es una historia de luchas de clases opresoras y oprimidas, anotando que "dentro de cada una de esas clases todavía nos encontramos con nuevos matices y gradaciones". La sociedad actual tiende a dividirse entre dos grandes clases antagónicas: la burguesía (clase dominante) y el proletariado (clase oprimida).
Al "contrario de cuantas clases sociales la precedieron, que tenían todas por condición primaria de vida la intangibilidad del régimen de producción vigente", la burguesía "no puede existir si no es revolucionando incesantemente los instrumentos de la producción, que tanto vale decir el sistema todo de la producción, y con él todo el régimen social." Y en este desarrollo incesante de las fuerzas productivas Marx y Engels vaticinan que la época de la burguesía tiene un límite en las propias relaciones de producción burguesas.
En los párrafos siguientes, Marx y Engels describen el mundo industrial en el que vive el proletariado, la tendencia de las clases medias empobrecidas a engrosar sus filas, y la historia de su lucha contra el régimen burgués de producción, que ha ido desde la confrontación aislada entre obreros y burgueses individuales hasta llegar a la confrontación de las dos clases. Explican cómo la industrialización y la división del trabajo produce una alienación del trabajador al quitarle todo carácter autónomo, obligándolo "a venderse a trozos" como una mercancía cualquiera y volviéndolo "en un simple resorte de la máquina, del que sólo se exige una operación mecánica, monótona, de fácil aprendizaje". Es el mismo desarrollo acelerado de la industria el que nivela las condiciones obreras, cohesiona a los proletarios y presenta su asociación de clase como primera necesidad para la lucha por sus intereses sociales, contrarios a los de la clase de los burgueses. Finalmente, es cuando la lucha de clases se vuelve tan violenta y tan clara "una pequeña parte de esa clase se desprende de ella y abraza la causa revolucionaria".
Sin embargo, la revolución proletaria no tiene objetivos similares a los que tuvo la revolución burguesa: 

"Todas las clases que le precedieron y conquistaron el Poder procuraron consolidar las posiciones adquiridas sometiendo a la sociedad entera a su régimen de adquisición. Los proletarios sólo pueden conquistar para sí las fuerzas sociales de la producción aboliendo el régimen adquisitivo a que se hallan sujetos, y con él todo el régimen de apropiación de la sociedad. Los proletarios no tienen nada propio que asegurar, sino destruir todos los aseguramientos y seguridades privadas de los demás. (...) Hasta ahora, todos los movimientos sociales habían sido movimientos desatados por una minoría o en interés de una minoría. El movimiento proletario es el movimiento autónomo de una inmensa mayoría en interés de una mayoría inmensa. El proletariado, la capa más baja y oprimida de la sociedad actual, no puede levantarse, incorporarse, sin hacer saltar, hecho añicos desde los cimientos hasta el remate, todo ese edificio que forma la sociedad oficial."

Los autores terminan este capítulo señalando la desaparición de la burguesía y la victoria del proletariado como "igualmente inevitables" debido a la incapacidad de la burguesía para elevar las condiciones de vida del proletariado que, lejos de ello, decaen constantemente producto del desarrollo de la gran industria dentro del régimen de producción burgués.

### Capítulo II: Proletarios y comunistas

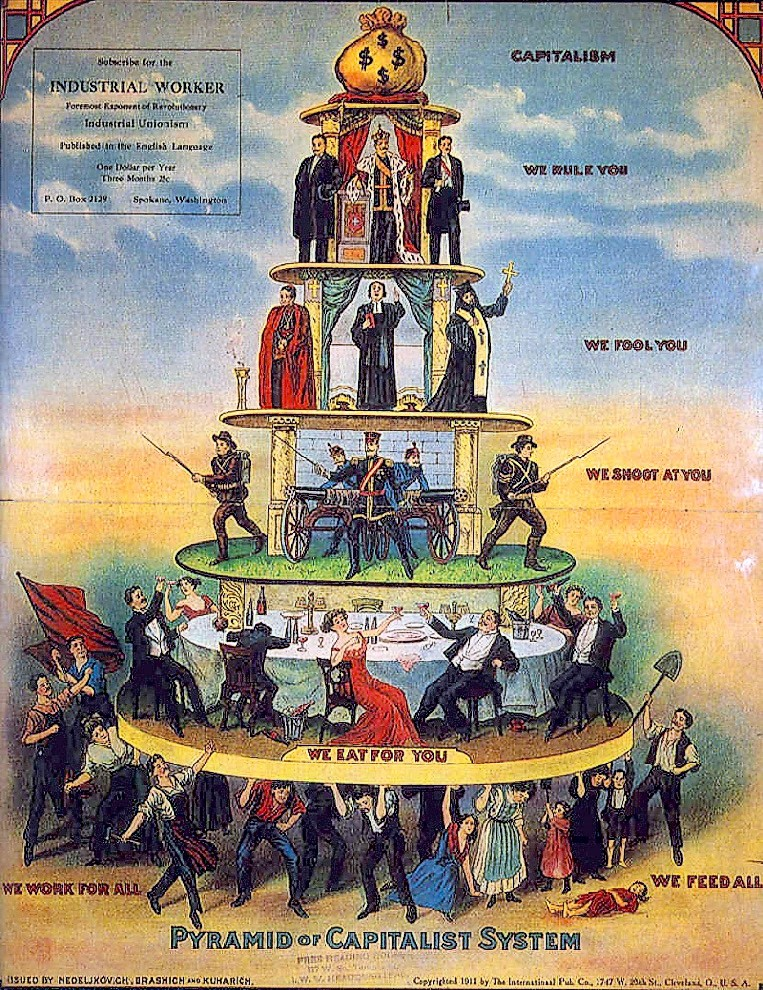
Caricatura estadounidense de 1911 "Pyramid of Capitalist System" que representa la lucha de clases.

Los autores dejan claro que los comunistas son parte del movimiento proletario y no se encuentran por encima de él. Lo que los distingue del resto del movimiento proletario es destacar en cada acción los intereses comunes que tienen los proletarios de todas las naciones.
Todas las relaciones de propiedad han sufrido constantes cambios históricos (como la abolición de la propiedad feudal tras la Revolución francesa). Los autores describen la teoría del comunismo empezando por resumirla en la fórmula: "abolición de la propiedad privada", pero aclarando que no se refieren a la abolición de la propiedad en general, sino de la propiedad privada burguesa, que resulta de la explotación capitalista.
A continuación, en forma polémica, los autores responden a "los reproches de la burguesía contra el comunismo": abolición de la propiedad, del trabajo, de la familia, de la nacionalidad, de la individualidad, etc. La respuesta a cada objeción aclara que lo que se busca abolir es la forma burguesa que adoptan todas estas instituciones. Rechazan que al abolir la propiedad privada los trabajadores se volverían vagos o que "se colectivizarían a las mujeres", porque ya dentro del capitalismo, aquellos que trabajan no ganan nada, y la burguesía ha establecido un sistema de saqueo sexual al tener a las viudas e hijos del proletariado a su disposición. Tampoco se quiere abolir la patria, ya que "los trabajadores no tienen patria".
En cada caso los autores demuestran cómo estas acusaciones tópicas contra el comunismo, cuando no son directamente calumnias, son una defensa más o menos velada de los intereses de clase de la burguesía haciéndolos pasar por intereses de toda la sociedad.
Más adelante los autores señalan la base de las ideas de cada época en "las condiciones de vida, las relaciones sociales, la existencia social del hombre", desmintiendo la existencia de "verdades eternas", y concluyendo "Las ideas imperantes en una época han sido siempre las ideas propias de la clase imperante".
Como terminación de este capítulo, Marx y Engels vuelven al punto de la conquista del poder político por el proletariado como primer paso de la revolución obrera. Señalan como tarea del proletariado erigido en clase dominante el centralizar los medios de producción "en manos del Estado, es decir, del proletariado organizado como clase gobernante".
A continuación los autores esbozan un programa general de 10 propuestas de expropiaciones, políticas fiscales, medidas jurídicas y reorganización de la economía y de la educación a ser aplicado por el proletariado erigido en clase dominante. Que son las siguientes:

1. Expropiación de la propiedad de la tierra y empleo de la renta de la tierra para los gastos del Estado.
2. Fuertes impuestos progresivos.
3. Supresión del derecho de herencia.
4. Confiscación de la propiedad de todos los emigrantes y sediciosos.
5. Centralización del crédito en manos del Estado por medio de un Banco nacional con capital estatal y monopolio exclusivo.
6. Centralización del transporte en manos del Estado.
7. Multiplicación de las fábricas nacionales, de los medios de producción, roturación y mejora de terrenos con arreglo a un plan colectivo.
8. Proclamación del deber general de trabajar; creación de ejércitos industriales, principalmente en el campo.
9. Articulación de las explotaciones agrícolas e industriales; tendencia a ir borrando gradualmente las diferencias entre el campo y la ciudad.
10. Educación pública y gratuita de todos los niños. Abolición del trabajo infantil fabril en su forma actual. Unificación de la educación con la producción material, etc.

Es importante señalar que estos principios se referían en el contexto de Alemania e Inglaterra por aquél entonces. En el prólogo de la edición alemana de 1872, Marx y Engels declaran que la aplicación de estos 10 principios dependerá de las circunstancias históricas existentes, razón por la que no se hace especial hincapié al final del capítulo, llegando incluso a admitir que:

"Si tuviésemos que formularlo hoy , este pasaje presentaría un tenor distinto en muchos respectos. Este programa ha quedado a trozos anticuado por efecto del inmenso desarrollo experimentado por la gran industria en los últimos veinticinco años [...]"
PRÓLOGO DE MARX Y ENGELS A LA EDICIÓN ALEMANA DE 1872

Por último matizan que, si bien el proletariado, en lucha contra la burguesía, se ve obligado a la conquista del poder político, una vez "hayan desaparecido las diferencias de clase y toda la producción esté concentrada en manos de la sociedad", la hegemonía política de clase del proletariado dejará de ser necesaria, "Y a la vieja sociedad burguesa, con sus clases y sus antagonismos de clase, sustituirá una asociación en que el libre desarrollo de cada uno condicione el libre desarrollo de todos."

### Capítulo III: Literatura socialista y comunista
Entre la nebulosa de propuestas socialistas de la época, los autores del Manifiesto destacan varias tendencias que clasifican en tres: el socialismo reaccionario, el socialismo burgués o conservador, y el socialismo y comunismo crítico-utópicos.

#### Socialismo reaccionario
Por socialismo reaccionario Marx y Engels entendían a aquellas variantes de socialismo que, pretendiendo representar intereses obreros, representaban intereses de clases precapitalistas.
En el socialismo feudal, se trataba de los sectores de la aristocracia desplazada del poder por la burguesía, con los que confluían sectores del clero.
En el socialismo pequeñoburgués, se trata de sectores de las clases medias, condenadas a engrosar el proletariado, que critican al régimen burgués desde los intereses de los pequeños burgueses y los campesinos. Como su principal representante, señalan a Sismondi. Sus méritos residen en la crítica correcta del régimen de producción burgués y sus consecuencias antisociales. Pero en cuanto a sus propuestas positivas, no pasan de un retorno a los antiguos medios de producción y de cambio, con el modo de vida asociado a ellos.
Por último, el socialismo alemán o "verdadero socialismo" surge a partir de la importación en Alemania de la literatura socialista y comunista francesa. Pero como en Alemania las condiciones sociales eran bastante más feudales que las francesas, esto resultó en una asimilación puramente literaria del socialismo en el marco de una conciencia filosófica reaccionaria. "Y así, donde el original desarrollaba la crítica del dinero, ellos pusieron: “expropiación del ser humano”; donde se criticaba el Estado burgués: “abolición del imperio de lo general abstracto”, y así por el estilo. ".

#### Socialismo conservador o burgués
Esta ideología proviene de la sensibilización de parte de la burguesía ante el sufrimiento del proletariado y un intento de mitigar estas injusticias para conservar el orden social burgués.

"Se encuentran en este bando los economistas, los filántropos, los humanitarios, los que aspiran a mejorar la situación de las clases obreras, los organizadores de actos de beneficencia, las sociedades protectoras de animales, los promotores de campañas contra el alcoholismo, los predicadores y reformadores sociales de toda laya.

#### Socialismo y comunismo crítico-utópicos
En este socialismo se encuentran las doctrinas y sistemas características de los primeros choques del proletariado como clase contra el régimen burgués, presentes en Saint-Simon, Fourier y Owen. Estas doctrinas realizan una crítica medianamente correcta del mundo burgués y profesan "un ascetismo universal y un torpe y vago igualitarismo" y diseñan modelos de sociedades futuras de carácter utópico "dejándose llevar por los primeros impulsos, puramente intuitivos, de transformar radicalmente la sociedad".

### Capítulo IV: Actitud de los comunistas ante los otros partidos de la oposición

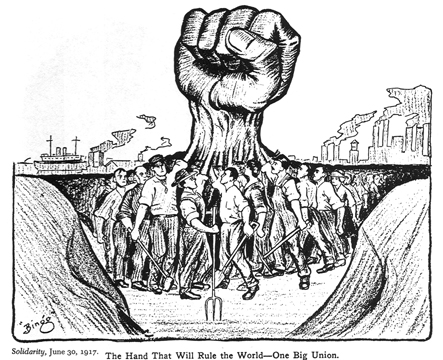
Viñeta "The hand that will rule the world" del periódico Solidarity (1917).

En este breve último capítulo -que ya en el prólogo de 1872 los autores señalan como desactualizado debido a la desaparición de muchos de los "partidos de oposición" aquí nombrados y a los cambios económicos y políticos ocurridos desde su publicación- Marx y Engels hacen un esbozo de la táctica que deben seguir los comunistas en el contexto político de varios países de Europa: en donde no sea posible llevar a cabo directamente su objetivo, situarse de parte de los partidos más progresistas y contra los más reaccionarios, sin por ello perder su independencia programática y organizativa.

Resumiendo: los comunistas apoyan en todas partes, como se ve, cuantos movimientos revolucionarios se planteen contra el régimen social y político imperante.

Este capítulo, y el manifiesto, termina con la siguiente arenga:

Los comunistas no tienen por qué guardar encubiertas sus ideas e intenciones. Abiertamente declaran que sus objetivos sólo pueden alcanzarse derrocando por la violencia todo el orden social existente. Tiemblen, si quieren, las clases gobernantes, ante la perspectiva de una revolución comunista. Los proletarios, con ella, no tienen nada que perder, como no sea sus cadenas. Tienen, en cambio, un mundo entero que ganar.

¡Proletarios de todos los países, uníos!.

Marx y Engels explican en el prólogo de 1882 que el manifiesto no toma en consideración los países de Rusia y los Estados Unidos porque "ambos venían a ser, pues, bajo uno u otro aspecto, pilares del orden social europeo" pero luego se industrializaron de forma rápida en los años siguientes, lo que permitió el surgimiento de un movimiento obrero en esos países. Ambos consideran que Estados Unidos "echará por tierra el monopolio industrial de que hoy disfruta la Europa occidental"; y que Rusia "forma la avanzada del movimiento revolucionario de Europa". 

Ahora bien -nos preguntamos-, ¿puede este régimen comunal del concejo ruso, que es ya, sin duda, una degeneración del régimen de comunidad primitiva de la tierra, trocarse directamente en una forma más alta de comunismo del suelo, o tendrá que pasar necesariamente por el mismo proceso previo de descomposición que nos revela la historia del occidente de Europa? La única contestación que, hoy por hoy, cabe dar a esa pregunta, es la siguiente: Si la revolución rusa es la señal para la revolución obrera de Occidente y ambas se completan formando una unidad, podría ocurrir que ese régimen comunal ruso fuese el punto de partida para la implantación de una nueva forma comunista de la tierra.

## Historia

### Gestación (hasta 1847)

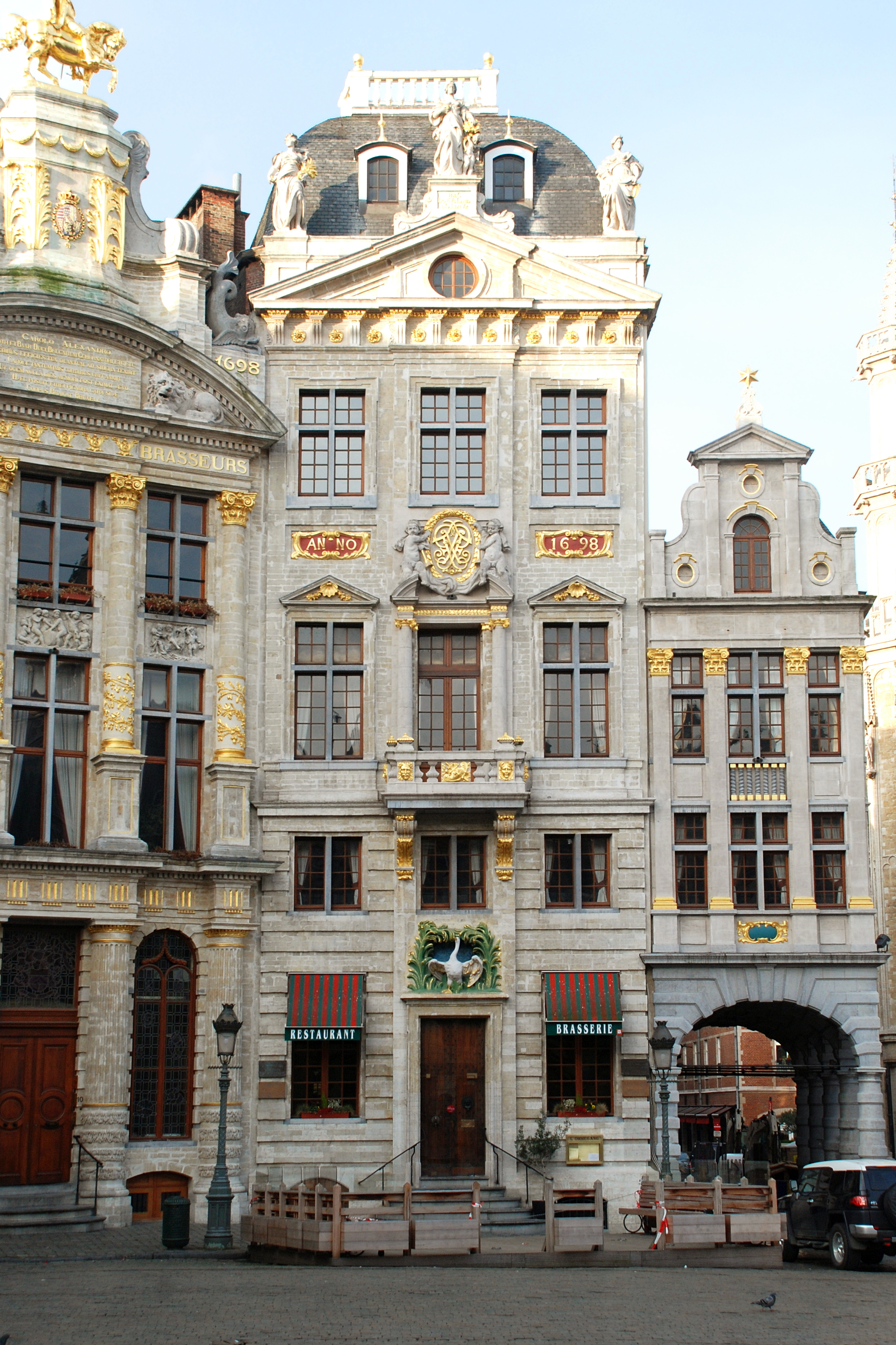
La Maison du Cygne (la taberna de los cisnes), Bruselas, donde se escribió el Manifiesto Comunista.

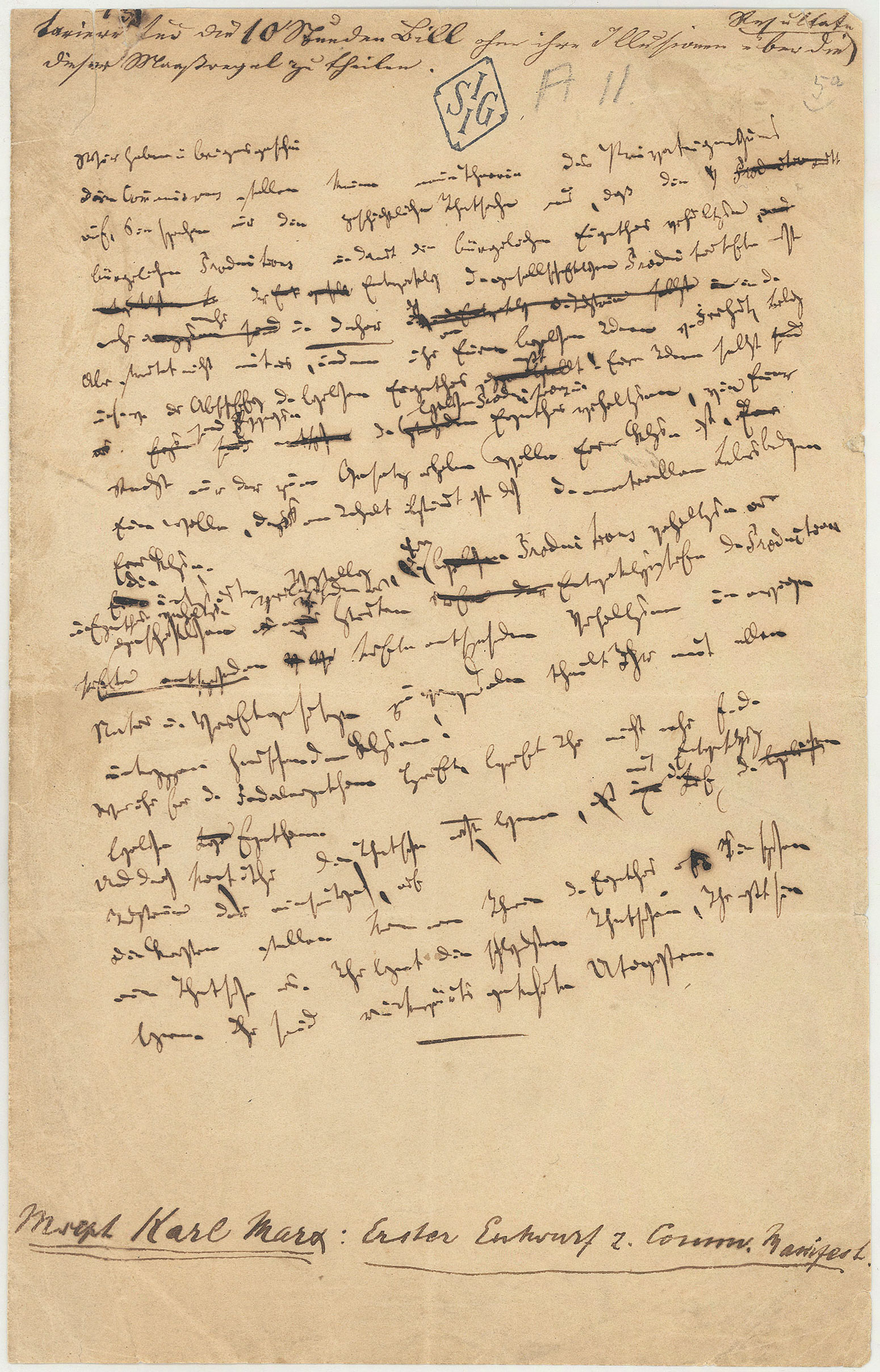
Borrador rescatado del Manifiesto escrito por Karl Marx.

En 1842, a la edad de 24 años, Marx dirigía un periódico llamado “Gaceta Renana” (Rheinische Zeitung), que se editaba en la ciudad de Colonia. Friedrich Engels, hijo de una acaudalada familia de industriales, tenía entonces 22 años y enviaba colaboraciones desinteresadas a este periódico. Por aquellas fechas, la familia de Engels decidió enviarlo a estudiar y a dirigir los negocios familiares a la ciudad inglesa de Mánchester, que era entonces el centro del capitalismo mundial. Aprovechando el viaje, Engels pasó por Colonia en septiembre de 1842, pero Marx casi no lo atendió, ya que sospechaba de que sus desinteresados artículos y su presencia en el diario eran una maniobra de la policía para infiltrar un espía en la redacción. Engels siguió camino de Mánchester, desde donde continuó enviando colaboraciones, hasta que el gobierno prohibió la publicación de La Gaceta Renana.[cita requerida]
En 1843, Marx se fue a vivir a París, donde profundizó en el restudio de la Revolución francesa y los autores materialistas y socialistas franceses. En su estancia en París, comenzó su colaboración con Friedrich Engels y sentó las bases de su concepción materialista de la historia. En 1844, Marx fue expulsado de Francia y decidió trasladarse a Bruselas. Por entonces Marx y Engels estaban ya en contacto con una sociedad secreta obrera llamada la Liga de los justos. A principios de 1847, un enviado de la Liga, Joseph Moll se reunió en Bruselas con Marx y Engels para negociar su ingreso en la organización. Marx y Engels aceptaron y expusieron sus ideas ante el congreso de la Liga en Londres. El congreso culminó cambiando el nombre de la organización por el de «Liga de los Comunistas» y declarándose a favor del «derrocamiento de la burguesía, del gobierno del proletariado, del fin de la vieja sociedad basada en las contradicciones de clase y del establecimiento de una nueva sociedad sin clases ni propiedad privada». La renovada Liga encargó a Marx y Engels la redacción de un manifiesto que sirviese de orientación para la nueva doctrina. Las dos obras de Engels, Catecismo de los comunistas y Principios del comunismo, sirvieron como borrador para el Manifesto Comunista presentando las ideas centrales del marxismo como el materialismo histórico, lucha de clase, y revolución obrera.

### Publicación y acogida inicial (1848-1872)
El resultado del encargo de la Liga de los Comunistas fue un panfleto de 23 páginas titulado «Manifiesto del Partido Comunista» (en alemán: Manifest der kommunistischen Partei). Se publicó por primera vez en febrero de 1848, en una primera edición impresa por la Workers' Educational Association en Londres. Aunque el Manifiesto anunciaba que sería publicado en inglés, francés, italiano, flamenco y danés, inicialmente solo tuvo distribución en alemán. Fue reimpreso tres veces y publicado de forma serializada en un periódico para emigrados alemanes (Deutsche Londoner Zeitung). La traducción rusa de Bakunin vio la luz poco después de 1860.
El manifiesto no llegó lejos durante las dos décadas siguientes. A finales de la década de 1840 se publicó una traducción al sueco y en 1850 una al inglés, de las que no queda rastro. Durante la primera mitad de la década de 1860 se publicaron dos ediciones de baja tirada en Londres y Berlín. A mediados de la década, los escritos de Marx estaban, prácticamente, fuera de circulación.

### Auge (1872–1917)

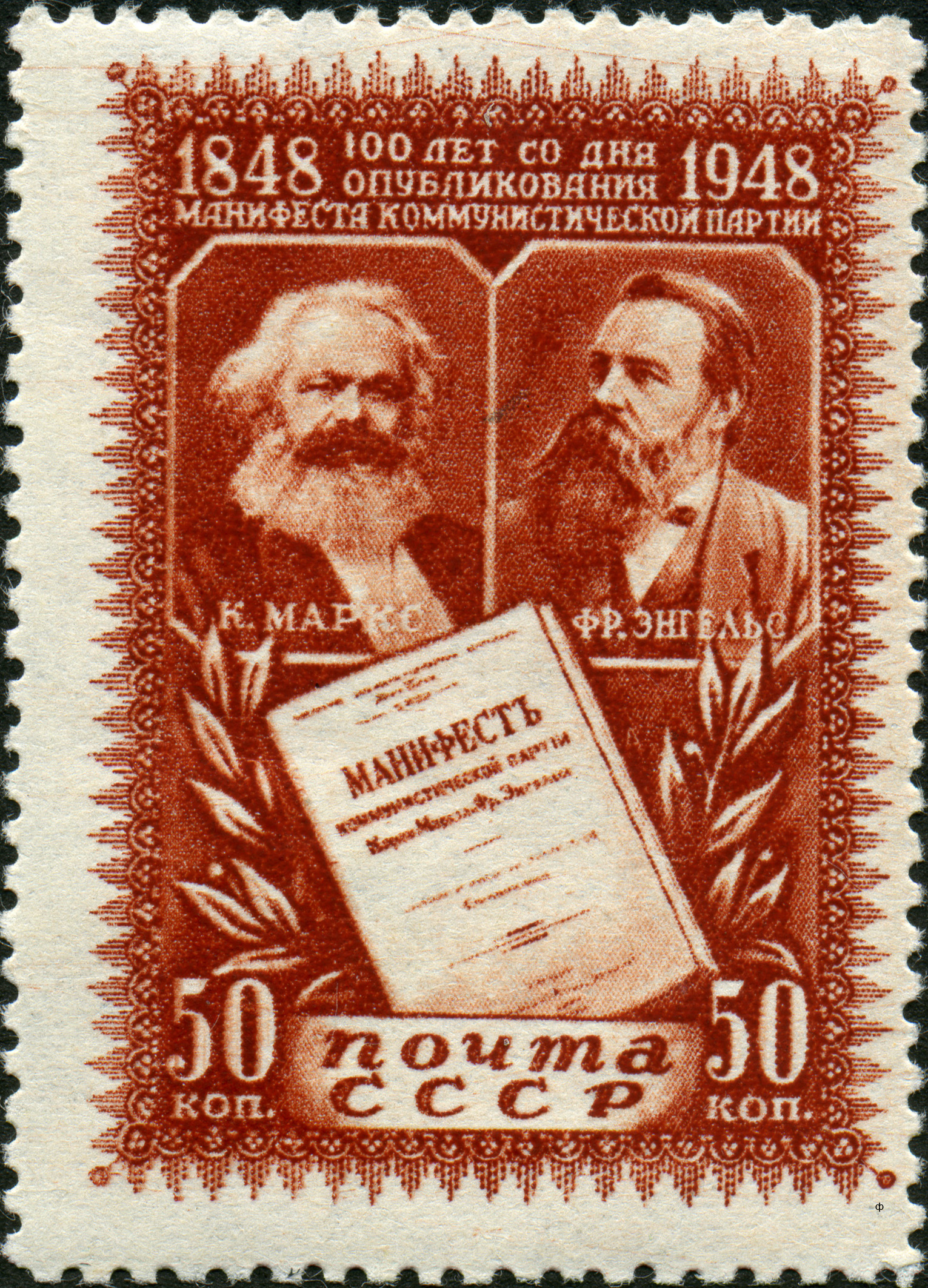
Sello soviético conmemorando el centenario del "Manifiesto comunista"

El interés por la obra de Marx fuee reavivado por su papel en la Asociación Internacional de Trabajadores entre 1864 y 1872 así como por el surgimiento de dos partidos de clase obrera en Alemania fundados por miembros de la Liga de los Comunistas. La defensa de la Comuna de París por parte de Marx, lo llevó a ser considerado un líder subversivo temido por los gobiernos. En marzo de 1872, durante el juicio por traición de los socialdemócratas Wilhelm Liebknecht, August Bebel y Adolf Hepner, la acusación leyó el Manifiesto del Partido Comunista durante una sesión del tribunal. Gracias a esto los socialdemócratas alemanes pudieron publicar legalmente una gran tirada del texto, en forma de actas del juicio. Engels escribió un nuevo prefacio para poner al día el texto tras las revoluciones de 1848, aunque no pudo distribuirse legalmente. En este periodo se publicaron al menos nueve ediciones en seis idiomas.
Sesenta años después de la publicación de Manifiesto Karl Kautsky escribió en 1901 que "los principios que desarrolla, el método al que nos conduce, la característica que da en unos pocos trazos del modo de producción capitalista, son hoy más válidos que nunca [...] y nunca ha parecido más claro que el gran poder motor de nuestros tiempos es la guerra de clases entre la burguesía y el proletariado".

"En esta obra se traza, con claridad y brillantez geniales, una nueva concepción del mundo: el materialismo consecuente, aplicado también al campo de la vida social; la dialéctica como la doctrina más completa y profunda del desarrollo; la teoría de la lucha de clases y de la histórica misión revolucionaria universal del proletariado como creador de una nueva sociedad, la sociedad comunista".
—Vladimir Lenin sobre el Manifesto, Carlos Marx (1914).

Según Stalin, el Manifiesto es «el Cantar de los Cantares del marxismo». Durante la década de 1880 aumentó la influencia del pensamiento de Marx entre los partidos obreros y la circulación del Manifiesto del Partido Comunista se extendió por todo el mundo. Entre 1871 y 1917 se publicaron cientos de ediciones en unos treinta idiomas. Entre ellas: 70 ediciones en ruso, 11 en polaco, 7 en yiddish, 6 en finés, 5 en ucraniano, 55 en alemán, 9 en húngaro, 8 en checo, 3 en croata, 1 en eslovaco, 1 en esloveno, 34 en inglés, 26 en francés, 11 en italiano, 6 en español, 1 en portugués, 7 en búlgaro, 4 en serbio, 4 en rumano, 1 en ladino, 6 en danés, 5 en sueco, 2 en noruego, 3 en japonés y 1 en chino.

### Ubicuidad (1917-presente)
A pesar de la influencia marxista en los partidos socialistas, la denominación «Partido Comunista» utilizada en el manifiesto no fue adoptada por ninguno hasta 1918. Tras la Revolución de Octubre, los bolcheviques transformaron el Partido Obrero Socialdemócrata de Rusia en el Partido Comunista de Rusia (bolchevique).
La revolución marcó una nueva etapa para el Manifiesto del Partido Comunista. Los partidos de la Tercera Internacional, a diferencia de los de la Segunda Internacional, se proponian eliminar la dicotomía entre teoría y práctica. Se esperaba que todos los miembros del partido comprendiesen la teoría marxista y para ello, la difusión de los textos de Marx y Engels se convirtió en un aspecto muy importante del movimiento. Los partidos de la Tercera Internacional editaron estos textos en tiradas masivas y multitud de idiomas, a menudo con el apoyo de la Unión Soviética.
Tras la Segunda Guerra Mundial y el ascenso de la Unión Soviética a superpotencia internacional, el Manifiesto pasó de ser un clásico del marxismo a un clásico de la política, siendo incluidos en los programas universitarios y editoriales generalistas, especialmente en las décadas de 1960 y 1970. Su difusión ha permanecido globalmente, incluso tras la disolución de la Unión Soviética.

## Traducciones

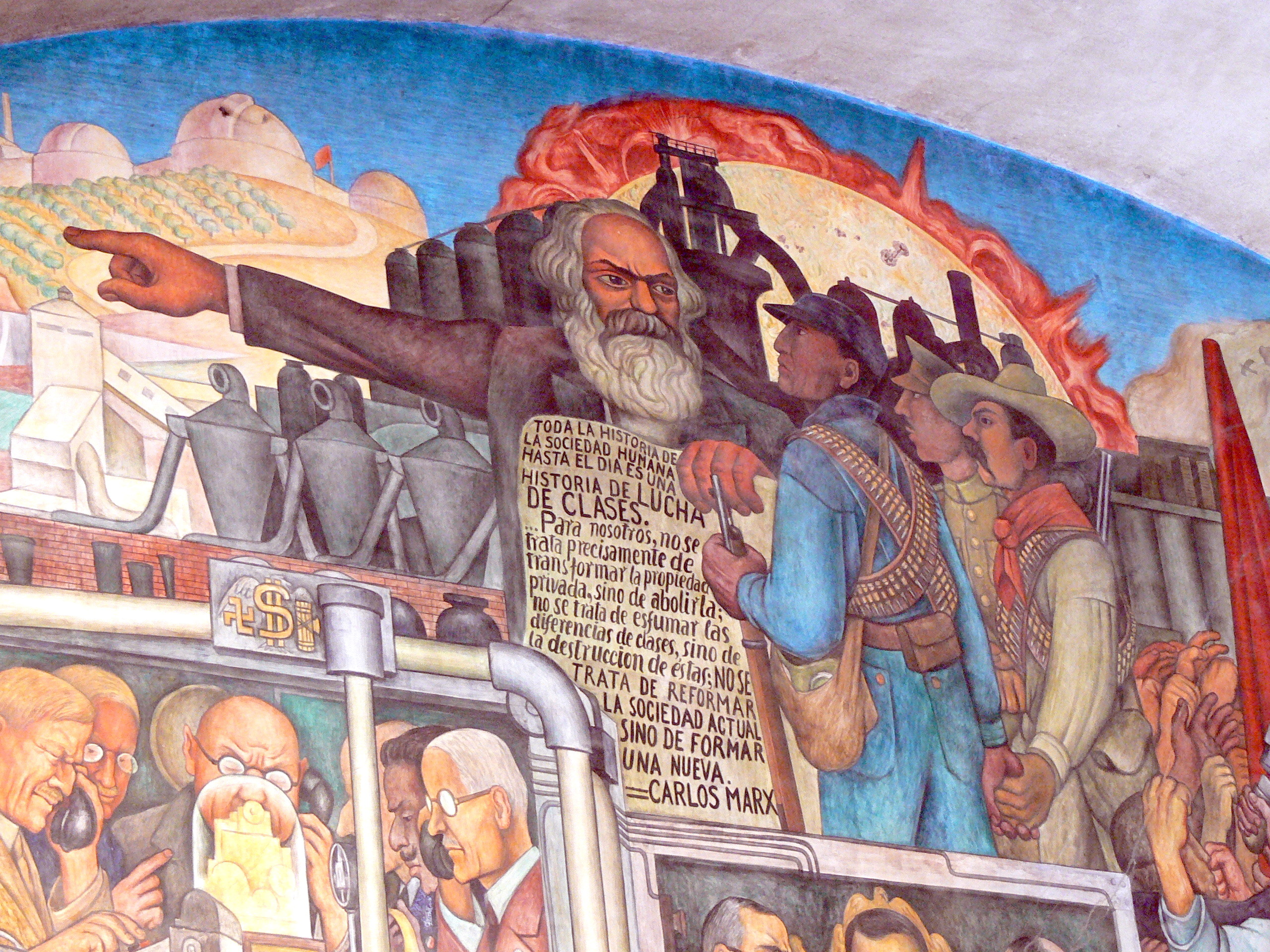
Mural de Diego Rivera en Ciudad de México que representa a Karl Marx mostrando el Manifiesto comunista a unos trabajadores.

Casi inmediatamente después de su primera edición, en 1847, el Manifiesto fue traducido a distintos idiomas europeos. Los distintos prólogos escritos primero por Marx y Engels y posteriormente, a la muerte del primero, solo por Engels, van dejando constancia de las informaciones que van llegando a los autores acerca de las traducciones de su manuscrito. Ya en 1848 se publicaron traducciones al francés, polaco, italiano, danés, flamenco y sueco, aunque en estas ediciones no se dejó constancia del nombre de sus autores.
La primera traducción al idioma inglés, a cargo de Helen Macfarlane, según consta en el prefacio a la edición alemana de 1872, fue publicada en Londres en 1850 en el Red Republican. Al francés fue traducido, en París, poco antes de la insurrección de junio de 1848. También en Londres, poco tiempo después de la primera edición en alemán, se publicó una edición en polaco. A 1872 hay constancia, también, de ediciones en danés y en ruso, esta última a cargo de Bakunin y editada en Ginebra en la década de 1860. La primera traducción al castellano, realizada por José Mesa y Leompart, fue editada en Madrid en el periódico La Emancipación en 1872. La primera traducción al afrikáans, con una introducción de Trotski escrita en Coyoacán a finales de octubre de 1937, fue publicada a 90 años de publicado el manuscrito original. Se dispone también de varias traducciones al esperanto, la primera en 1908

## Legado
Un número de escritores del siglo XX y XIX han comentado acerca del Manifiesto Comunista. En un número especial de la revista Socialist Register conmemorando el 150.º aniversario del Manifiesto, Peter Osborne sostuvo que era "el más influyente texto escrito en el siglo XIX". John Raines en 2002 señaló: "En nuestros días, esta revolución capitalista ha llegado a los rincones más lejanos de la tierra. La herramienta del dinero hace más de ciento cincuenta años, y descubrirá que Marx lo previó todo". En 2003, el marxista inglés Chris Harman declaró:" Todavía hay una cualidad compulsiva en su prosa, ya que proporciona una visión tras otra. en la sociedad en la que vivimos, de dónde viene y hacia dónde va. Todavía puede explicar, como los economistas y sociólogos convencionales no pueden, el mundo actual de guerras recurrentes y crisis económicas repetidas, el hambre de cientos de millones por un lado y la sobreproducción por el otro. Hay pasajes que podrían provenir de los escritos más recientes sobre la globalización". Alex Callinicos, editor de International Socialism, declaró en 2010: "Este es de hecho un manifiesto para el siglo XXI". Escribiendo en The London Evening Standard, Andrew Neather citó la reedición de 2012 de Verso Books de El Manifiesto Comunista con una introducción de Eric Hobsbawm como parte de un resurgimiento de ideas de izquierda que incluye la publicación best seller de Owen Jones, Chavs: The Demonization of the Working Class, y el documental de Jason Barker, Marx Reloaded.
Por el contrario, críticos como el revisionista y el socialista reformista Eduard Bernstein distinguieron entre el marxismo temprano "inmaduro", como lo ejemplifica El Manifiesto Comunista escrito por Marx y Engels en su juventud, que se opuso por sus violentas tendencias blanquistas y su posterior marxismo "maduro" que él apoyó. Esta última forma se refiere a Marx en su vida posterior, reconociendo que el socialismo podría lograrse por medios pacíficos a través de la reforma legislativa en las sociedades democráticas. Bernstein declaró que la clase trabajadora masiva y homogénea reivindicaba en el Manifiesto existía, y eso contrario a las afirmaciones de una mayoría proletaria emergente, la clase media estaba creciendo bajo el capitalismo y no desaparecía como Marx había afirmado. Bernstein señaló que la clase trabajadora no era homogénea sino heterogénea, con divisiones y facciones dentro de ella, incluidos los sindicatos socialistas y no socialistas. El propio Marx, más adelante en su vida, reconoció que la clase media no estaba desapareciendo en su obra Teorías sobre la plusvalía (1863). La oscuridad del trabajo posterior significa que el reconocimiento de Marx de este error no se conoce bien. George Boyer describió el Manifiesto como "en gran medida una pieza de época, un documento de lo que se llamó los 'hambrientos' de la década de 1840".
El Manifiesto comunista también toma influencia de la literatura. En la obra Espectros de Marx: el estado de la deuda, el trabajo del duelo y la nueva internacional, Jacques Derrida utiliza la tragedia Hamlet de William Shakespeare para enmarcar una discusión de la historia de la Internacional, mostrando en el proceso de la influencia que el trabajo de Shakespeare tenía sobre la escritura de Marx y Engels. En su ensayo, "Big Leagues: Specters of Milton and Republican International Justice between Shakespeare and Marx", Christopher N. Warren argumenta que el poeta inglés John Milton también tuvo una influencia sustancial en el trabajo de Marx y Engels. A su vez el cantante John Lennon se inspiró en el manifiesto para su canción Imagine donde se dice: "Imagina que no hay más religión, no más país, no más política". Darío Sztajnszrajber puso el foco de análisis en el concepto de “fantasma” y no el de “comunismo”.

La desnaturalización de la propuesta de Marx provoca una mezcla de angustia, miedo y desesperación; provoca lo mismo que provocan los fantasmas: los fantasmas aterran. Y el terror no se agota en la contrapropuesta de un supuesto comunismo frente al capitalismo naturalizado; el terror se nos impone cuando nos damos cuenta de que nada es natural y que todo orden persigue siempre un propósito de control o como mínimo, de abdicación existencial.

En 2013, el Manifiesto Comunista se registró en el Programa Memoria del Mundo de la UNESCO junto con el primer tomo de El Capital. En 2015, el Manifiesto fue la obra más vendida por parte de la editorial Penguin Books en sus reediciones de bolsillo.
Actualmente existen versiones adaptadas de la obra a cómic, novela gráfica y manga.